# 小原信治
小原信治（おばら しんじ、1969年5月31日 - ）は、日本の脚本家・放送作家。
神奈川県大和市出身。現在、株式会社オフィスクレッシェンド取締役。
青葉薫名義で映画『種まく旅人〜みのりの茶〜』以降、シリーズの映画原案も提供している。

## 主な作品

### 漫画原作
- 欲望セブンティーン（画：くじらいいく子）
- GO!GO!HEAVEN!（画：海埜ゆうこ）

### 映像脚本
- クリスマスキス〜イブに逢いましょう（1995年、テレビ東京）脚本
- きっと誰かに逢うために（1996年、テレビ東京）脚本
- shin-D『ARE YOU HAPPY?』（1996年、日本テレビ）
- サイコメトラーEIJI（1997年、日本テレビ）脚本
  - サイコメトラーEIJI2（1999年、日本テレビ）
- いとしの未来ちゃん（1997年、テレビ朝日）脚本
- ぼくらの勇気 未満都市（1997年、日本テレビ）脚本
  - ぼくらの勇気 未満都市 2017（2017年7月21日）
- 彼女との時代（1998年、テレビ朝日）脚本
- ハルモニア この愛の涯て（1998年、日本テレビ）脚本
- コワイ童話『みにくいアヒルの子』（1999年、TBS）脚本
- 新・俺たちの旅 Ver.1999（1999年、日本テレビ）脚本
- コジコジ（2000年、TBS）脚本
- 金田一少年の事件簿 魔術列車殺人事件（2001年3月25日、日本テレビ）脚本
  - 金田一少年の事件簿 thirdseason（2001年、日本テレビ）
- 早乙女タイフーン（2001年、テレビ朝日）脚本
- 東京ぬけ道ガール（2002年、日本テレビ）脚本
  - 東京ぬけ道ガールリターンズ（2002年5月、日本テレビ）
- ご近所探偵TOMOE（2002年、WOWOW）脚本
- 初恋.com（2004年12月、日本テレビ）原作・脚本
- 戦場カメラマンの愛と死（2004年3月、朝日放送）
- 魔法少女隊アルス（2004年4月 - 2005年3月、NHK教育テレビ）シリーズ構成・脚本
  - 魔法少女隊アルス THE ADVENTURE（2007年11月22日、OVA）シリーズ構成・ワールドコンストラクション
- サムライチャンプルー（2004年5月 - 9月、フジテレビ、監督：渡辺信一郎）
- GO!GO!HEAVEN!（2005年1月 - 3月、テレビ東京）原作・脚本
- ホテルサンライズHND 〜最後のステイ〜「ROOM555『LOSTMAN』」（2005年3月31日、テレビ東京）脚本
- 都立水商!（2006年3月28日、日本テレビ）脚本
- DD-BOYS（2006年4月 - 9月、テレビ朝日）脚本
- Amazing Nuts!「たとえ君が世界中の敵になっても」（2006年、OVA）シナリオ
- 初恋net.com〜忘れられない恋のうた〜（2007年11月 - 12月、朝日放送）原作・脚本
- 未来世紀シェイクスピア（2008年10月 - 2009年1月、関西テレビ）脚本
- Jr選抜!標への道（2018年7月、日本テレビ） - 脚本
- ゼロ 一獲千金ゲーム（2018年7月 - 2018年9月、日本テレビ）脚本

### テレビ番組企画構成
- 天才・たけしの元気が出るテレビ!!（日本テレビ）
- ビートたけしのお笑いウルトラクイズ（日本テレビ）
- とんねるずのみなさんのおかげです（フジテレビ）
- 殿様のフェロモン（フジテレビ）
- 天使のU・B・U・G（フジテレビ）
- モグラネグラ『電気グルーヴのパンダの流れ作業∞』（テレビ東京）
- 〜空色グラフィティ〜君に会いたくて（テレビ東京）
- ROOMS（フジテレビ）
- Q99（テレビ朝日）
- 夕陽のドラゴン（スペースシャワーTV）
- ねる様の踏み絵（TBS）
- うたばん（TBS）
- 福山エンヂニヤリング（関西テレビ）
- ayu ready?（フジテレビ）
- 常夏ガール（テレビ東京）
- 坂口憲二 この夏は忘れない〜俺的地球放浪〜（テレビ東京）
- 天才!トコロ店（TBS）
- ミュージックステーション（テレビ朝日）
- ヒルナンデス（日本テレビ）

その他多数

### ラジオ番組構成
- オールナイトニッポン（ニッポン放送）
  - サザンオールスターズのオールナイトニッポン
  - 宇多田ヒカルのオールナイトニッポン
  - 浜崎あゆみのオールナイトニッポン・浜崎あゆみはバカじゃない
- 福山雅治のオールナイトニッポンサタデースペシャル・魂のラジオ（ニッポン放送）

### 作詞・プロデュース
- 若っ貴「BOKU-SING」
- 矢部美穂のシングルおよびアルバムの作詞・プロデュース

その他多数

### ライブイベント構成
- 『5%還元イベント 福山冬の大感謝祭!アコギで晦日!!アコギで大晦日!!』
- 『福山☆冬の大感謝祭其の二 スコールしちゃって、もうヘブン〜フクヤマグナム六連発!!』
- 『福山☆冬の大感謝祭其の三 横浜甘栗的夜会/ヨコハマ・マロンチックナイト』
- 『福山的祭典 "FUKUYAMAGNUM稲佐山"』
- 『福山☆冬の大感謝祭其の四 "♂も♀もパシパシフィコフィコ!アコギ色の冬休み"』
- 『史上最大の大感謝祭 〜エッ!?後ろから前から〜 東の陣・西の陣』
- 『福山☆冬の大感謝祭其の六 今日は…リーダーからありがたい話がふたつほどある!?』
- 『福山☆冬の大感謝祭 其の九 エッ! またするの? 後ろから前から、そして横からも 福山祭りだワッショイ!ワッショイ!』
- 『福山☆イキナリの大感謝祭〜エッ！してなかったの？初めてだったの？〜愛 福山博in武道館！！』
- 『FUKUYAMA MASAHARU 20th ANNIVERSARY WE'RE BROS. TOUR 2009 〜道標〜』
- 『福山☆夏の大創業祭 稲佐山 』
- 『福山☆冬の大感謝祭 其の十　思いっきり感じたかったんだ！後ろから前から、そして心color』

### インターネットコンテンツ企画プロデュース
- 8251net.com（初恋ネットドットコム）
- なかったコト探偵
- スマトリ〜なりすまし犯罪取締課〜